# Lijst van partijcongressen van de Joegoslavische Communistenbond

Embleem van de SKJ

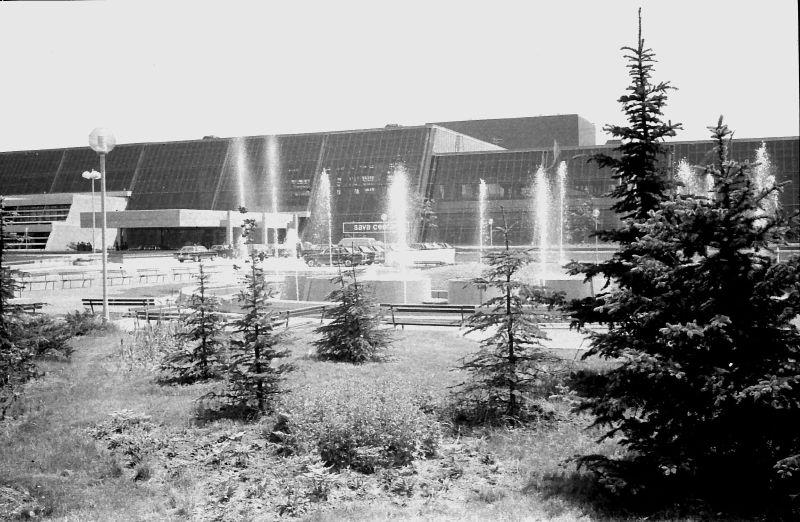
Het Sava Centar, Belgrado, het congrescentrum waar menig partijcongres plaatshad.

Het Congres van de Joegoslavische Communistenbond (1919-1990) was formeel het hoogste partijorgaan. Op het congres werd het Centraal Comité gekozen dat tussen twee congressen in uitvoering moest geven aan het beleid van de partij. Uit hun midden werd tijdens het congres het Presidium gekozen. Het Presidium was in de praktijk het machtigste orgaan omdat het belast was met het dagelijks bestuur van de partij. 
Tussen 1919 en 1990 hebben er 14 partijcongressen plaatsgevonden. Tijdens het laatste congres, gehouden tussen 20 en 22 januari 1990, verlieten de delegaties van de Sloveense Communistenbond en de Kroatische Communistenbond voortijdig de bijeenkomst waarna er feitelijk een einde kwam aan de Joegoslavische Communistenbond die korte tijd daarna formeel werd ontbonden.
Sinds het einde van de jaren zeventig vonden de partijcongressen plaats in het Sava Centar in Belgrado.
| Congres                    | Datum                         | Plaats             |
| -------------------------- | ----------------------------- | ------------------ |
| 1e Congres                 | 20 april - 23 april 1919      | Belgrado           |
| 2e Congres                 | 20 juni - 25 juni 1920        | Vukovar            |
| 3e Congres                 | 14 mei - 22 mei 1926          | Wenen, Oostenrijk  |
| 4e Congres                 | 5 november - 16 november 1928 | Dresden, Duitsland |
| 5e Congres                 | 21 juli - 28 juli 1948        | Belgrado           |
| 6e Congres                 | 2 november - 7 november 1952  | Zagreb             |
| 7e Congres                 | 22 april. - 26 april 1958     | Ljubljana          |
| 8e Congres                 | 7 november - 13 november 1964 | Belgrado           |
| 9e Congres                 | 11 maart - 15 maart 1969      | Belgrado           |
| 10e Congres                | 27 mei - 30 mei 1974          | Belgrado           |
| 11e Congres                | 20 juni - 23 juni 1978        | Belgrado           |
| 12e Congres                | 26 juni - 29 juni 1982        | Belgrado           |
| 13e Congres                | 25 juni - 28 juni 1986        | Belgrado           |
| 14e (Buitengewone) Congres | 20 januari - 22 januari 1990  | Belgrado           |

Communistenbond van Bosnië en Herzegovina · Kroatische Communistenbond · Macedonische Communistenbond · Montenegrijnse Communistenbond · Servische Communistenbond (Communistenbond van Vojvodina · Kosovaarse Communistenbond) · Bond van Communisten van Slovenië ·
Organisatie van de Communistenbond binnen het Joegoslavische Volksleger